# Счётные швы

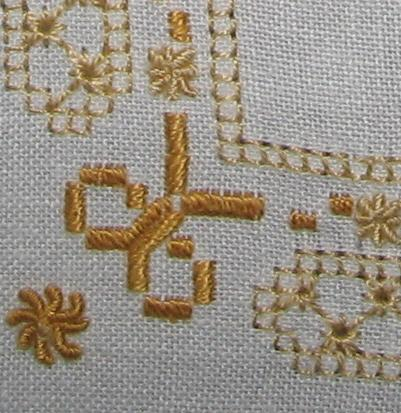

Счётные швы — швы, выполняемые по счёту нитей ткани по утку и основе, широко распространены в народной вышивке.

## История

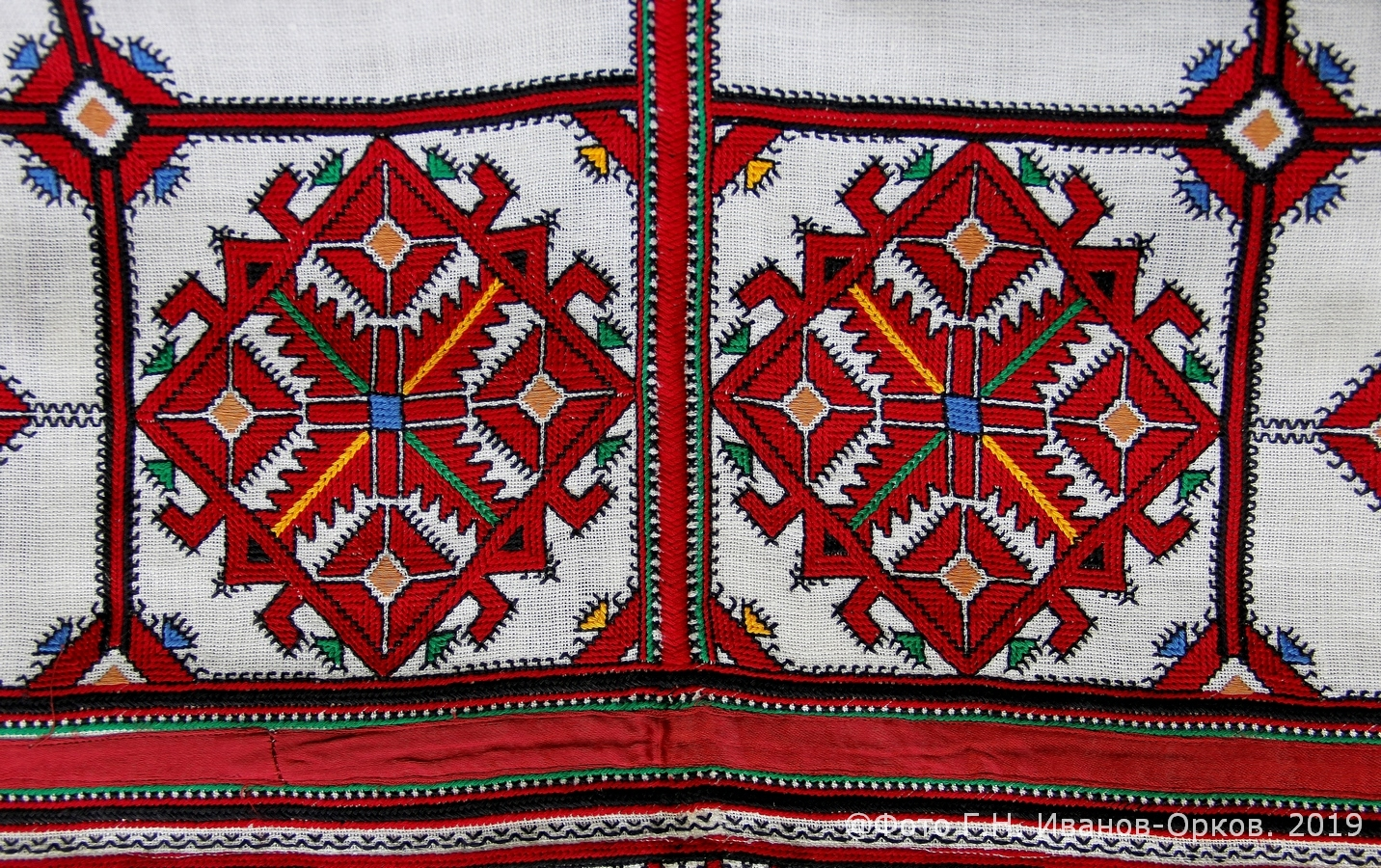
Симакова М.В. Род. 1934. Узор праздничной скатерти (фрагмент). 2010 г. Редина льняная, вышивка счетная, ленты, тесьма

Вышивка по высчитанным нитям обыкновенно не закрывает всей ткани, служащей фоном. Для выполнения счётных швов необходимо использовать ткани с четким переплетением нитей, например, ткань полотняного переплетения. Род этой вышивки известен с давних времён. В разных местностях с течением времени сформировались характерные узоры и цветовая гамма. В работах итальянских, испанских, греческих мастеров периода XV—XVII веков встречается в основном одноцветная вышивка, выполненная красными нитями. Старинные итальянские работы выполнены на очень тонком полотне с частым переплетением. Славянские народы, венгры и шведы для счётных швов использовали в основном жёлтый, синий и красный цвета. Восточные образцы отличаются богатой цветовой гаммой с добавлением золотых и серебряных нитей. Позднее для вышивки по высчитанным нитям стали выпускаться особые ткани: для мелкого (полотно русское, алжирское, силезское) и для крупного (полотна Цейлон, Батавия) швов. В конце XIX века появилось цветное полотно для вышивания по высчитанным нитям.
Счетные швы широко применялись для отделки одежды и её деталей: воротников, рукавов, манжет, подолов. Счетными швами украшали белье и текстиль: занавески, полотенца, скатерти, салфетки, подушки. Так как вышивка выполняется на вещах, которые впоследствии будут многократно стираться, большое внимание уделяется выбору нитей, имеющих стойкую окраску, нелиняющих.

## Виды счётных швов

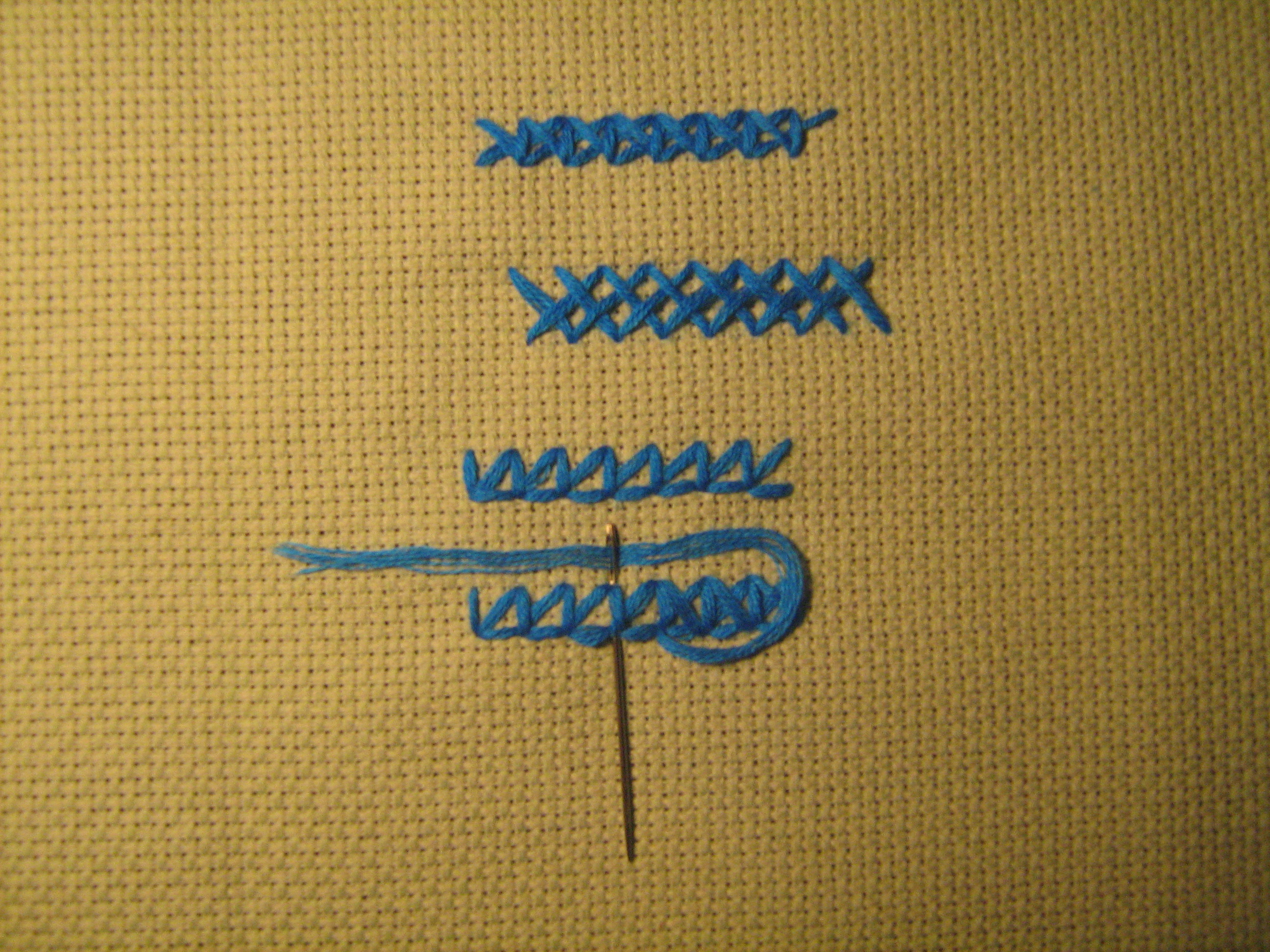
Сверху вниз: черногорский крест, алжирский переплетённый шов, итальянский шов двусторонним крестом: прямой ход, обратный ход — завершение шва.

При относительной лёгкости исполнения для вышивки по высчитанным нитям характерно многообразие швов и узоров.

### Черногорский крест
Славянский (черногорский) шов крестиками — шов двойными крестами, разделёнными вертикальными стежками. Был распространён в Юго-восточной Европе.

### Плетеный славянский шов
Переплётный шов, несколько упрощённая вариация черногорского шва. Этим швом можно выполнять ломаные линии растительных мотивов и небольшие кружки.

### Испанский шов
Лёгкий и быстрый в исполнении шов: длинные наклонные стежки через 5 и 3 нити. Выполняется в два этапа: вперёд и назад по ходу. Похожий шов использовался в имитациях узоров восточных ковров, выполненных по грубому холсту.

### Швы «на две стороны»
Выглядят одинаково и с лицевой и с изнаночной стороны. Квадратики, гольбейн, «строчку», «каёмочку» связывает один и тот же принцип: на первом этапе выполняется шов «вперёд иголку» в одном направлении, при возврате назад заполняются промежутки между стежками. Эти швы широко использовались в чёрной вышивке (англ. blackwork), получившей распространение в Англии в XV—XVI веках. Швом гольбейн также обрамляются мотивы в вышивке Ассизи. С лицевой стороны гольбейн похож на шов «назад иголку», однако он более ровный. Гольбейн получил своё название в честь художника Ганса Гольбейна младшего, на портретах которого можно увидеть одежду, украшенную этим швом.

### Итальянский шов двусторонним крестом
Подходит для украшения просвечивающих тканей.

### Алжирский переплетенный шов
Рекомендуется для плотных грубых тканей.

### Другие виды
К счётным швам также относятся:
- Простой крест
- Полукрест
- Двусторонний шов крестиками
- Двусторонний изолированный крест
- Турецкий треугольный шов
- Односторонняя прошивка
- Двустороннее шитье
- Лангетный шов
- Персидский шов
- Ёлочный шов
- Корзиночный шов
- Румынский шов
- Удлиненный крест
- Болгарский крест (смирненский или двойной крест)
- Тамбурный шов
- Выпуклый шнурок
- Старинный саксонский узелковый шов
- Прямой гобеленовый шов
- Косой гобеленовый шов
- Широкий гобеленовый шов
- Захватывающий гобеленовый шов
- Репсовый шов
- Жемчужный шов
- Парижский шов
- Венгерский шов
- Византийский шов
- Шов «Броше»
- Шотландский шов
- Восточный шов
- Шов «рыбьи косточки»
- Перевязанный шов
- Шов «папоротник»
- Вязальный шов
- Шов «пилочка»
- Шов «мудреный»
- Шов «косая стежка»
- Шов «куриный брод»
- Шов поддевчатый